# Obory (powiat toruński)
Obory – wieś w Polsce położona w województwie kujawsko-pomorskim, w powiecie toruńskim, w gminie Obrowo.
W latach 1975–1998 miejscowość należała administracyjnie do województwa toruńskiego. Według danych Urzędu Gminy Obrowo (31.12.2018 r.) liczyła 392 mieszkańców. Przez miejscowość przepływa struga Jordan (długość 18,7 km), lewoboczny dopływ Drwęcy.